# Gene Kotlarek
Eugene Robert „Gene“ Kotlarek (* 31. März 1940 in Duluth; † 9. November 2017 in Colorado Springs) war ein US-amerikanischer Skispringer.

## Werdegang
Kotlarek lernte das Skispringen von seinem Vater George Kotlarek. Im Alter von 17 Jahren gewann er erste nationale Titel. So errang er nach dem Jugendtitel 1958, ein Jahr später den US-amerikanischen Juniorenmeistertitel. Vor seinem Start bei den Olympischen Winterspielen 1960 in Squaw Valley gewann er von 14 Springen insgesamt 11 und setzte dabei 10 neue Schanzenrekorde. Damit ging er schließlich auch als einer der Hoffnungsträger der Amerikaner in die Spiele. Jedoch kam er im Springen von der Normalschanze nur auf Rang 42.
1963 gewann Kotlarek seinen ersten US-Titel. Beim Holmenkollen Ski Festival im gleichen Jahr verpasste er als Vierter nur knapp sein erstes Podium. Bei der Vierschanzentournee 1963/64 sprang er auf der Schattenbergschanze in Oberstdorf auf einen guten 14. Platz, bevor er auf der Großen Olympiaschanze in Garmisch-Partenkirchen mit Rang fünf sein bestes Tournee-Einzelresultat realisierte. Nach Rang 13 in Innsbruck und Rang 30 in Bischofshofen beendete er seine einzige Tournee auf dem 12. Platz der Gesamtwertung. Bei den Olympischen Winterspielen 1964 in Innsbruck landete er von der Normalschanze punktgleich mit Niilo Halonen und Torbjørn Yggeseth auf dem 14. Platz. Von der Großschanze reichte es zu Rang 24. Im Jahr der Spiele gelang es Kotlarek, in Oberstdorf auf der Heini-Klopfer-Skiflugschanze mit 138 Metern einen neuen amerikanischen Rekord aufzustellen, welcher neun Jahre Bestand hatte.
Nachdem er 1967 noch einmal US-Meister wurde, verletzte er sich bei einem Springen schwer und musste seine aktive Skisprungkarriere beenden. Im folgenden Jahr begann er als Nationaltrainer der US-Amerikaner zu arbeiten. Diese Position hatte er bis 1970 inne.
1982 wurde Kotlarek in die U.S. Ski and Snowboard Hall of Fame aufgenommen, in der sein Vater bereits seit 1968 vertreten war.

## Erfolge

### Vierschanzentournee-Platzierungen
| Saison  | Platz | Punkte |
| ------- | ----- | ------ |
| 1963/64 | 12.   | 810,3  |